# 新山下出入口
新山下出入口（しんやましたでいりぐち）は、神奈川県横浜市中区にある首都高速道路神奈川3号狩場線の出入口である。本牧JCT方面、狩場JCT方面ともに出入口が設置されている。
2022年（令和4年）4月1日以降、上下線ともに入口はETC専用となっている。

## 周辺
- 横浜港（山下埠頭・本牧埠頭）
- 横浜中華街
- 山下公園
- 新山下
- 港の見える丘公園
- 横浜市道82号山下本牧磯子線
- 元町・中華街駅

## 料金所

### 狩場方面
- レーン数：3
  - ETC専用：1
  - ETC/サポート：1
  - 閉鎖中：1

### 空港中央方面
- レーン数：2
  - ETC専用：1
  - ETC/サポート：1

## 隣
首都高速神奈川3号狩場線
本牧JCT - (351,352) 新山下出入口 - (354) 山下町出口 - (353) 石川町入口

## 注意
- 新山下入口から本牧JCT経由で湾岸線の杉田･幸浦方面は利用できない。
- 湾岸線の杉田･幸浦方面から新山下出口は利用できない。
- 狩場JCT方面からは手前の山下町出口で下車できないため、山下公園方面は手前の阪東橋出口または本ランプで下車し、一般街路を走行して横浜中心街方面へ向かうことになる。